# Osa (lớp tàu tên lửa)
Tàu chiến lớp Osa là tên gọi ký hiệu của NATO cho loại tàu chiến lớp tên lửa do Liên Xô có tên gọi chính là Dự án 205 Tsunami (Project 205 Tsunami). Phát triển vào đầu thập niên 1960 bao gồm 2 dự án là 205 (Osa 1) và 205U (Osa 2) nhằm thay thế cho Tàu tên lửa lớp Korma cũ. Tổng cộng đã có hơn 400 chiếc được xuất xưởng.

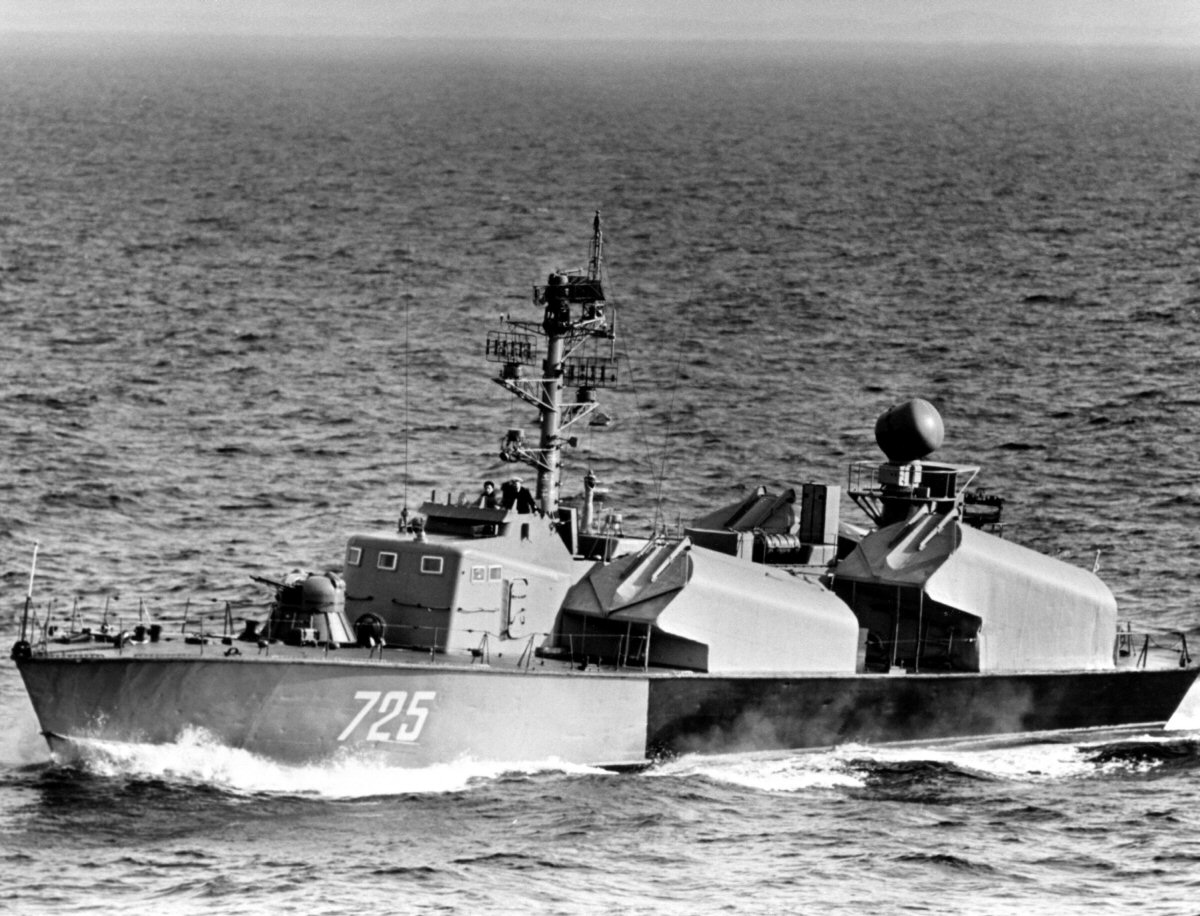
Tàu chiến lớp Osa thuộc dự án 205

## Tên gọi và thông số cơ bản
Osa có nghĩa là "Ong bắp cày", nó mang tên này do đặc điểm chiến đấu của mình.
Tàu Osa được phát triển nhằm thay thế loại tàu tấn công "Komar" – Loại chiến hạm mini đầu tiên trên thế giới có trang bị hỏa tiễn đối hạm, có khả năng đánh chìm một chiến hạm to hơn nó gấp nhiều lần. Thân tàu Osa được làm bằng hợp kim nhẹ với cấu trúc đặc biệt cùng với 3 động cơ công suất 12000 mã lực và 3 chân vịt, điều này giúp Osa đạt được tốc độ 40 hải lý/giờ
Tuy có một vài thay đổi ở các biến thể, tuy nhiên về bố trí các khoang của tàu Osa vẫn giữ nguyên gồm 10 khoang bao gồm:
Khoang 1: Khoang buồng dây
Khoang 2: Khoang chiến sĩ.
Khoang 3: Buồng hành trình
Khoang 4: Khoang sỹ quan
Khoang 5 và 7: Khoang máy trước và khoang máy sau (đặt cả ba động cơ chính và 3 động cơ phụ).
Khoang 6: Trung tâm điều khiển máy.
Khoang 8: Buồng điều khiển MR102-MR104 với chức năng điều khiển bắn pháo, ngoài ra khoang 8 còn có một buồng nhỏ được thiết kế để đặt thực phẩm dự trữ.
Khoang 9: Buồng điều khiển radar MR-331 và tổ hợp Nikhrom-RRM.
Khoang 10: Buồng kết cấu đáy (chứa thiết bị hàng hải, tin hiệu, máy tàu).

## Vũ khí
Vũ khí chính của nó là tên lửa P-15 Termit hay còn gọi là SS-N-2. Chính vũ khí này giúp Osa có thể tiêu diệt một khu trục hạm nặng hơn 16.000 tấn, có kích thước gấp 10 lần nó ở phạm vi cách xa gần 40 km. Với phiên bản P-15M Termit (SS-N-2B) thì tầm bắn tăng gấp đôi, lên đến 80 km. Ngoài ra, Osa còn được trang bị 4 pháo AK-230 cỡ nòng 30mm để phòng không.

## Phương thức hoạt động
Chiến thuật của Osa là đánh và chuồn. Lợi dụng thế mạnh trang bị tên lửa tầm xa và sức nhỏ nhẹ nên Osa chỉ việc tấn công từ xa rồi bỏ chạy để tránh bị truy kích. Nếu gặp không quân thì sử dụng pháo 30mm.

## Lịch sử hoạt động
Osa đã tham chiến nhiều trận, trong đó nó chịu nhiều tổn thất trong cuộc chiến tranh Iraq-Iran. Điểm yếu chính là hệ thống điều khiển tên lửa còn quá kém và khả năng tự vệ quá yếu. Tuy nhiên với khối lượng chỉ 200 tấn và tốc độ cao cùng với 4 tên lửa chống hạm, Osa vẫn là một vũ khí khá nguy hiểm.
Ngày nay quân đội các quốc gia trên thế giới lại thích sử dụng tàu cao tốc tên lửa Molniya mà NATO gọi là Tàu tên lửa lớp Tarantul. Đây chính là thế hệ sau của Osa.
Hiện nay, Hải quân Nhân dân Việt Nam vẫn còn 8 tàu lớp Osa còn sử dụng tốt và đang đặt tại Cảng Tiên Sa - Đà Nẵng.

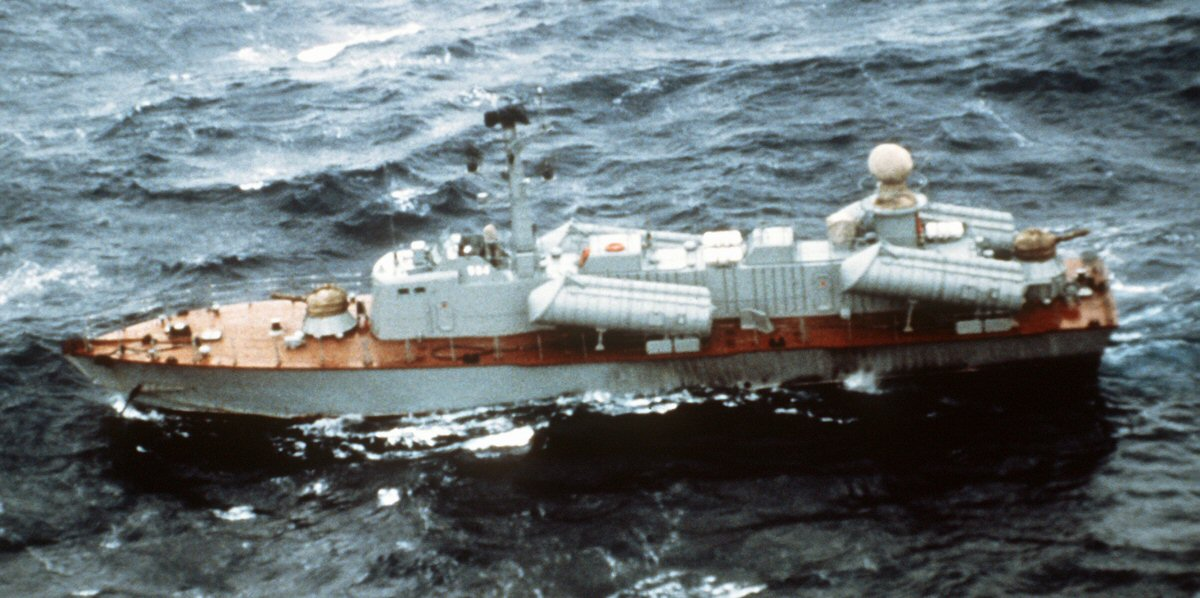
Tàu Osa thuộc dự án 205U

## Các quốc gia sử dụng

### Osa I (dự án 205)

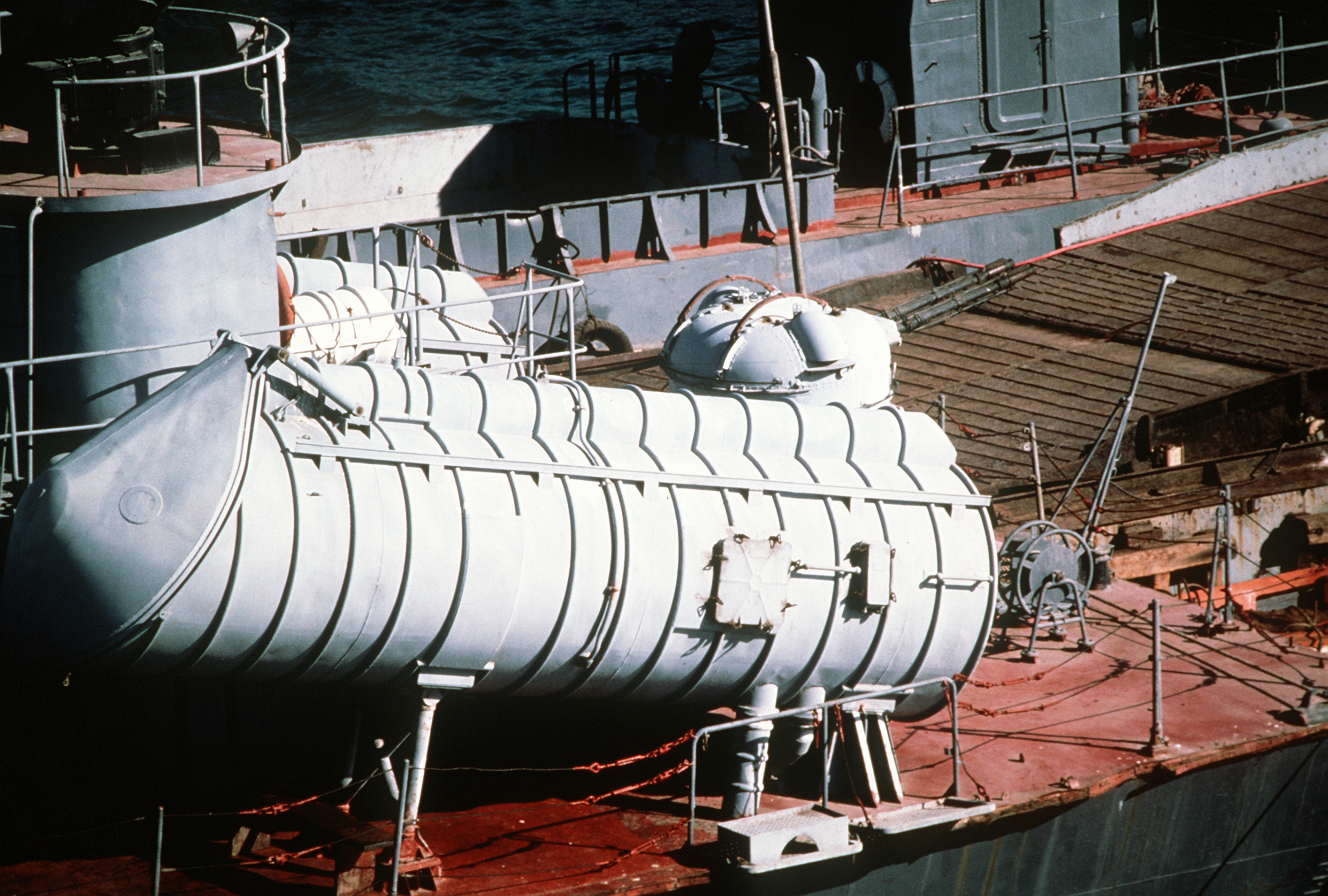
Ống phóng tên lửa P-15 trên tàu

Benin − 2 
 Bangladesh – 5
 Croatia
 Trung Quốc - 4
 Ai Cập
 Đông Đức
 Ấn Độ
 Latvia
 Montenegro
 Bắc Triều Tiên - 12
 Ba Lan
 Romania
 Liên Xô
 Syria

### Osa II (dự án 205U)

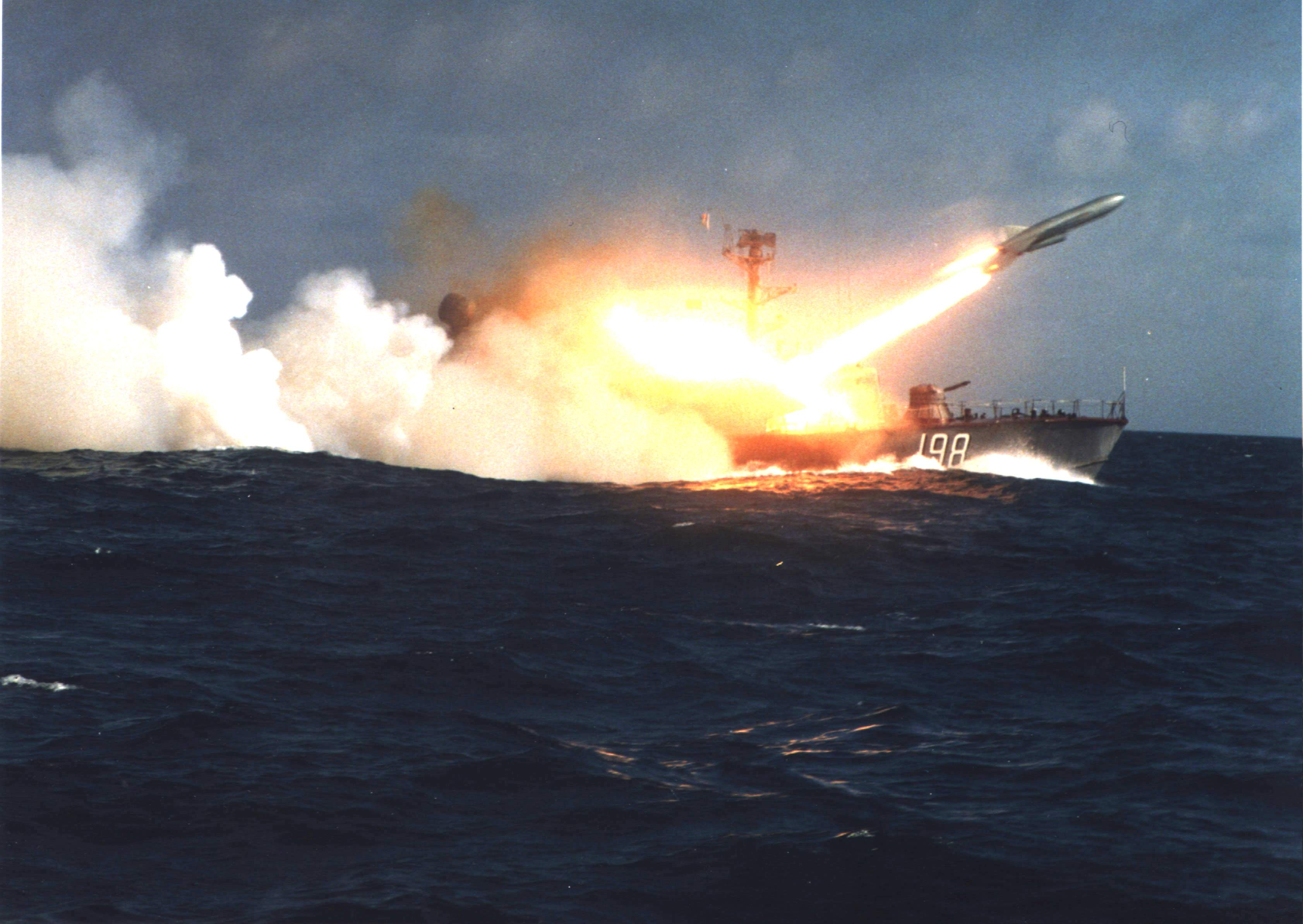
Osa khai hỏa tên lửa P-15

Algeria - 8
 Angola - 6
 Azerbaijan - 1
 Bulgaria – 3
 Cuba - 13
 Ai Cập - 4
 Eritrea - 5
 Phần Lan - 4
 Ấn Độ - 8
 Libya
 Nga
 Somalia - 2
 Liên Xô
 Syria - 12
 Việt Nam - 8
 Yemen - 18